# Trøllanes

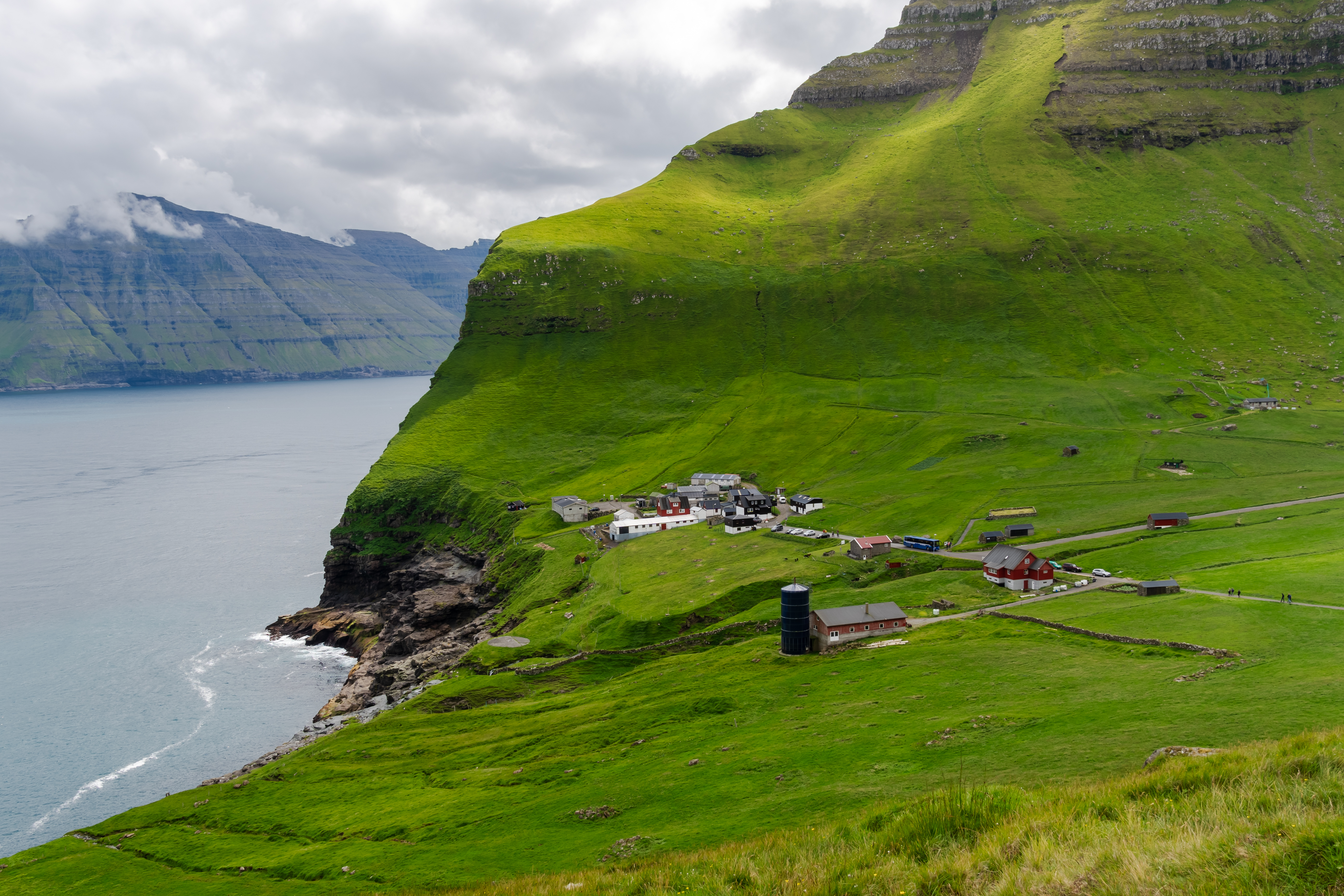
Der Ort Trøllanes

Trøllanes [ˈtɹœdlaneːs] (wörtlich: Landzunge der Trolle (mythologisch), dänischer Name: Troldenæs) ist ein Ort der Färöer auf der Insel Kalsoy.
- Einwohner: 19 (1. Januar 2011)
- Postleitzahl: FO-798
- Kommune: Klaksvíkar kommuna

Trøllanes ist der nördlichste Ort auf Kalsoy. Erst seit 1986 ist Trøllanes durch ein Tunnelsystem mit den anderen Orten der Insel verbunden.
Etwas weiter nördlich befindet sich einer der färöischen Leuchttürme, auf der Landspitze Kallur. Von hier ergibt sich ein guter Blick auf die gewaltigen Klippen der Nachbarinsel Kunoy mit dem Kunoyarnakkur und, dahinter liegend, Viðoy mit seinem Kap Enniberg.
Auf der Insel fanden 2019 Dreharbeiten für den James-Bond-Film James Bond 007: Keine Zeit zu sterben statt.